# Fanny Raoul
Marie Françoise Raoul, conocida como Fanny Raoul (Saint-Pol-de-Léon, 1771- París 1833), es una escritora, periodista, filósofa y ensayista feminista francesa.

## Biografía
No sabemos mucho sobre la vida de Fanny Raoul, pero su obra ha prevalecido y ha sido ampliamente leída. La editora de su ensayo Opinion d'une femme sur les femmes, Geneviève Fraisse y los datos de la Biblioteca Nacional de Francia indican 1771 como año de nacimiento, sin embargo el diccionario Joseph-Marie Quérard indican 1779. Nació en la ciudad bretona de Saint Pol de Leon y ya de adulta se mudó a Paris donde entró en contacto con intelectuales frecuentando salones que seguían en pie tras la Revolución Francesa, los salones de Thérésa Tallien, Juliette Récamier y Germaine de Staël Raoul se mudó más tarde a París y conoció a través de su hermano a Constance de Salm.
Raoul fue considerada una de las primeras feministas francesas, prolífica escritora y ensayista. En 1801 escribió Opinion d'une femme sur les femmes que constituye de todos los textos escritos en aquella época en favor de las mujeres, uno de los primeros auténticamente feminista situándose en enfrentamiento con las nuevas leyes que se estaban debatiendo y negaban la opinión de las mujeres, Con el apoyo de Constance de Salm, publicó Opinion d'une femme sur les femmes. Influenciada por el pensamiento de Condillac y Helvetius en particular, denuncia el peso de las opiniones y los prejuicios. Aboga por los derechos de ciudadanía y trabaja por una mayor justicia social. La década filosófica, literaria y política de su compatriota Ginguené aplaude la veracidad de las quejas de Fanny Raoul. Este texto fue reeditado en 1989 por iniciativa de Geneviève Fraisse (Côté-femmes éditions) y luego en 2011, en Passager clandestin, con un prefacio de Geneviève Fraisse y un artículo de Marie Desplechin. Recuerda además la posición de François Poullain de La Barre en sus escritos feministas, en particular Sobre la igualdad de los dos sexos, escrito 150 años antes y establece el vínculo entre la esclavitud de la mujer y la esclavitud de los negros.
En 1813 publicó Flaminie o los errores de una mujer sensible, una novela epistolar, donde denuncia una vez más la injusticia de los prejuicios y opiniones contrarias a la razón en un mundo de clases y etiquetas, a través de la historia de su heroína. Cuenta la historia de una mujer que mantiene a los hijos de una buena familia y lucha por mantener su independencia.
Luego siguió en 1813 los Fragmentos filosóficos y literarios, una colección de varios textos que había conservado durante años. Este trabajo es controvertido porque acusa de plagio a Alexandre-Vincent Pineux Duval, miembro de la Academia Francesa y director del Odéon. Raoul ofrece un estudio comparativo muy discutido y su lucha ha sido arruinada por los periodistas que la apodaron "Amazonia bretona".
Ese mismo año publicó también otros tres folletos en los que analizaba importantes hechos políticos. Se encuentran allí en particular Ideas de una francesa sobre la constitución hecha o por hacer en las que teme el retorno a un sistema monárquico absoluto que permita que una clase de ciudadanos se arrogue el derecho de oprimir a todos los demás.
A partir de 1814 publicó un periódico al que llamó Le Véridique. La revisión se publicó hasta abril de 1815. Aparecieron 25 números. Cada número incluye información de antecedentes, publicaciones políticas, reseñas de arte y una sección sobre literatura. Desde el número 10, firma cada número. Raoul es sin duda la única colaboradora. Transmite las ideas de Benjamin Constant. Lejos de ponerse del lado del liberalismo económico, es sobre todo la contraparte social la que encuentra el favor a sus ojos. Raoul lo ve como la forma más segura y justa de beneficiar a tantas personas como sea posible del acceso al bien común. Todas las formas de opresión son ahora su caballo de batalla, ya sea la esclavitud, las mujeres, la pobreza. Comenta la noticia, sin olvidar detallar sus problemas con la censura. La publicación de Le Véridique termina con el nombramiento de Benjamin Constant al Consejo de Estado por Napoleón. Raoul está muy entusiasmada con el advenimiento de la idea de democracia que lleva años defendiendo. Y anuncia retirarse de la escena pública. No parece escribir después a pesar del regreso a la monarquía en noviembre de 1815 y el exilio de Benjamin Constant.
Raoul muere en el distrito 12 de París el 9 de diciembre de 1833, a los 62 años, y dos días después fue enterrada en el cementerio de Montparnasse.

## Compromiso feminista
Raoul se define a sí misma como una mujer dotada de razón en guerra contra la ley del más fuerte. Demuestra incansablemente que las mujeres son bastante capaces de razonar y ocupar puestos de alta responsabilidad, siempre que tengan acceso a la educación. Tanto hombres como mujeres se beneficiarían de la igualdad en la educación y las responsabilidades, dice que el estatus más bajo ofrecido a las mujeres no es natural. Raoul exige la independencia de la mujer, el acceso a la educación, a todas las profesiones, a todas las funciones. Es innovador, es la admiración de Fortunée Briquet en su diccionario biográfico. Está en guerra con los legisladores que devuelven a las mujeres a la esfera privada donde son sometidas a la tiranía de la opinión pública. Después del período revolucionario, el estatus social y político de la mujer está en declive. Raoul no cuestiona la noción de complementariedad de los dos sexos. Considera que cada sexo tiene la misma responsabilidad en la creación de la vida. La ley del más fuerte, ya sea física o económicamente, es contraria a una evolución positiva de la humanidad. Asimismo, todos, desde los más débiles hasta los más fuertes, son igualmente responsables del progreso de la sociedad hacia el bien común. Este objetivo humanista de la contraparte social del liberalismo defendido por Raoul, sin embargo, ha sido olvidado a favor del liberalismo económico.

## Publicaciones
- Fanny Raoul (18..). Réflexions sur les brochures de MM. Bergasse et Grégoire (en francés). Paris: s.n.
- Fanny Raoul (1801). Opinion d'une femme sur les femmes (en francés). Paris: impr. de Giguet.
- Fanny Raoul (1813). Flaminie ou les Erreurs d'une femme sensible (en francés). Paris: Cussac.
- Fanny Raoul (1814). De la Charte constitutionnelle par une Française (en francés). Paris: s.n.
- Fanny Raoul (1814). Du Principe et de l'obstination des Jacobins, en réponse au sénateur Grégoire (en francés). Paris: s.n.
- Fanny Raoul (1814). Idées d'une française sur la constitution faite ou à faire. Par l'auteur des Réflexions sur les brochures de MM. Bergasse et Grégoire (en francés). Paris: impr. chez les libraires du Palais-Royal.
- Fanny Raoul (1814-15). Le Véridique (en francés). Paris: éditeurs Delaunay Simon-César, Jean Charles et chez Adrien-César Egron.